# Prosthechea ochrantha
Prosthechea ochrantha är en orkidéart som först beskrevs av Achille Richard, och fick sitt nu gällande namn av Ined. Prosthechea ochrantha ingår i släktet Prosthechea och familjen orkidéer.
Artens utbredningsområde är Kuba. Inga underarter finns listade i Catalogue of Life.